# Lista de filmes que retratam o Holocausto
Esta é uma lista de filmes que retratam o holocausto, com uma relação incompleta de filmes que apresentam em sua narrativa eventos associados ao holocausto, ocorrido durante a Segunda Guerra Mundial.

## Lista de filmes por ordem cronológica
| Título original                       | Título no Brasil                    | Título em Portugal              | Diretor                          | País                                                | Ano  | IMDb |
| ------------------------------------- | ----------------------------------- | ------------------------------- | -------------------------------- | --------------------------------------------------- | ---- | ---- |
| Nazi Concentration Camps              | Campos de Concentração Nazistas     | --                              | George Stevens                   | Estados Unidos                                      | 1945 | link |
| The Diary of Anne Frank               | O Diário de Anne Frank              | O Diário de Anne Frank          | George Stevens                   | Estados Unidos                                      | 1959 | link |
| Sterne                                | --                                  | --                              | Konrad Wolf                      | Alemanha · Bulgária                                 | 1959 | link |
| Judgment at Nuremberg                 | O Julgamento de Nuremberg           | Julgamento em Nuremberga        | Stanley Kramer                   | Estados Unidos                                      | 1961 | link |
| The Pawnbroker                        | O Homem do Prego                    | O Agiota                        | Sidney Lumet                     | Estados Unidos                                      | 1964 | link |
| Le dernier métro                      | O Último Metrô                      | O Último Metro                  | François Truffaut                | França                                              | 1980 | link |
| Playing for Time                      | Amarga Sinfonia de Auschwitz        | --                              | Daniel Mann e Joseph Sargent     | Estados Unidos                                      | 1980 | link |
| Sophie's Choice                       | A Escolha de Sofia                  | A Escolha de Sofia              | Alan J. Pakula                   | Estados Unidos · Reino Unido                        | 1982 | link |
| Triumph of the Spirit                 | Triunfo do Espírito                 | O Triunfo do Espírito           | Robert M. Young                  | Estados Unidos                                      | 1989 | link |
| Europa Europa                         | Filhos da Guerra                    | Europa, Europa                  | Agnieszka Holland                | Alemanha · França · Polónia                         | 1990 | link |
| Zycie za zycie                        | Maximiliano Kolbe                   | --                              | Krzysztof Zanussi                | Alemanha · Polónia                                  | 1991 | link |
| Schindler's List                      | A Lista de Schindler                | A Lista de Schindler            | Steven Spielberg                 | Estados Unidos                                      | 1993 | link |
| La Vita è Bella                       | A Vida é Bela                       | A Vida É Bela                   | Roberto Benigni                  | Itália                                              | 1997 | link |
| Bent                                  | --                                  | --                              | Sean Mathias                     | Reino Unido · Japão                                 | 1997 | link |
| The Island on Bird Street             | Coragem e Esperança                 | --                              | --                               | Alemanha · Dinamarca · Reino Unido · França         | 1997 | link |
| Train de Vie                          | Trem da Vida                        | O Comboio da Vida               | Radu Mihaileanu                  | Bélgica · França · Países Baixos · Israel · Roménia | 1998 | link |
| Sunshine                              | Sunshine - o Despertar de um Século | Sunshine                        | István Szabó                     | Estados Unidos · Alemanha · Hungria                 | 1998 | link |
| Nuremberg                             | O Julgamento de Nuremberg           | --                              | Yves Simoneau                    | Canadá · Estados Unidos                             | 2000 | link |
| Bonhoeffer: Agent of Grace            | Bonhoeffer: O Agente da Graça       | --                              | Eric Till                        | Canadá · Estados Unidos · Alemanha                  | 2000 | link |
| Edges of the Lord                     | Os Anjos da Guerra                  | Filhos do Mesmo Deus            | Yurek Bogayevicz                 | Estados Unidos · Polónia                            | 2001 | link |
| The Grey Zone                         | Cinzas da Guerra                    | --                              | Tim Blake Nelson                 | Estados Unidos                                      | 2001 | link |
| Monsieur Batignole                    | Herói Por Acaso                     | Senhor Batignole                | Gérard Jugnot                    | França                                              | 2002 | link |
| The Pianist                           | O Pianista                          | O Pianista                      | Roman Polanski                   | França · Alemanha · Polônia · Reino Unido           | 2002 | link |
| Monsieur Batignole                    | Herói Por Acaso                     | Senhor Batignole                | Gérard Jugnot                    | França                                              | 2002 | link |
| Olga                                  | Olga                                | Olga                            | Jayme Monjardim e Camila Morgado | Brasil                                              | 2004 | link |
| Vilniaus getas                        | Ghetto                              | --                              | Audrius Juzenas                  | Alemanha · Lituânia                                 | 2006 | link |
| Eichmann                              | A Solução Final                     | Eichmann - O Exterminador       | Robert Young                     | Hungria · Reino Unido                               | 2007 | link |
| Die Fälscher                          | Os Falsários                        | Os Falsificadores               | Stefan Ruzowitzky                | Áustria · Alemanha                                  | 2007 | link |
| The Boy in the Striped Pyjamas        | O Menino do Pijama Listrado         | O Rapaz do Pijama Às Riscas     | Mark Herman                      | Estados Unidos · Reino Unido                        | 2008 | link |
| La rafle                              | Amor e Ódio                         | As Crianças de Paris            | Rose Bosch                       | França · Alemanha · Hungria                         | 2008 | link |
| God on Trial                          | O Julgamento de Deus                | --                              | Andy de Emmony                   | Reino Unido                                         | 2008 | link |
| The Courageous Heart of Irena Sendler | O Coração Corajoso de Irena Sendler | A História de Irena Sendler     | John Kent Harrison               | Estados Unidos                                      | 2009 | link |
| Elle s'appelait Sarah                 | A Chave de Sarah                    | O Seu Nome era Sarah            | Gilles Paquet-Brenner            | França                                              | 2010 | link |
| Wunderkinder                          | Meninos Prodígio                    | --                              | Markus Rosenmüller               | Alemanha                                            | 2011 | link |
| The Book Thief                        | A menina que Roubava Livros         | A rapariga que roubava livros   | Brian Percival                   | Estados Unidos · Alemanha                           | 2013 | link |
| Saul fia                              | O Filho de Saul                     | O Filho de Saul                 | László Nemes                     | Hungria                                             | 2013 | link |
| Where Hands Touch                     | Quando as mãos tocam                | --                              | Amma Asante                      | Estados Unidos                                      | 2020 |      |
| Resistence                            | Resistência                         | --                              | Jonathan Jakubowicz              | Estados Unidos                                      | 2020 |      |
| My Best Friend Anne Frank             | Anne Frank, Minha Melhor Amiga      | A Minha Melhor Amiga Anne Frank | Ben Sombogaart                   | Países Baixos                                       | 2021 | link |